# Hyalinobatrachium duranti
Hyalinobatrachium duranti är en groddjursart som först beskrevs av Juan A. Rivero 1985.  Hyalinobatrachium duranti ingår i släktet Hyalinobatrachium och familjen glasgrodor. IUCN kategoriserar arten globalt som otillräckligt studerad. Inga underarter finns listade i Catalogue of Life.